# Acanthogonatus centralis
Acanthogonatus centralis là một loài nhện trong họ Nemesiidae.
Acanthogonatus centralis được miêu tả năm 1995 bởi Goloboff.